# Juszuf al-Tunajan
Juszuf al-Tunajan (arabul: يوسف الثُنيان); 1963. november 18. –) szaúd-arábiai válogatott labdarúgó.

## Pályafutása

### Klubcsapatban
1984 és 2003 között az Al-Hilal csapatában játszott, melynek színeiben hét alkalommal nyerte meg a szaúdi bajnokságot (1985, 1986, 1988, 1990, 1996, 1998, 2002).

### A válogatottban
1986 és 1998 között 81 alkalommal játszott a szaúd-arábiai válogatottban és 20 gólt szerzett. Részt vett az 1998-as világbajnokságon, az 1992-es konföderációs kupán, illetve az 1988-as, az 1992-es és az 1996-os Ázsia-kupán.

## Sikerei, díjai
Al-Hilal
- Szaúd-arábiai bajnok (7):  1984–85, 1985–86, 1987–88, 1989–90, 1995–96, 1997–98, 2001–02
- AFC-bajnokok ligája győztes (2): 1991, 2000
- Kupagyőztesek Ázsia-kupája győztes (1): 1996–97
- Ázsiai szuperkupa (1): 1997

Szaúd-Arábia
- Ázsia-kupa győztes (2): 1988, 1996
- Konföderációs kupa döntős (1): 1992